# Liste der Gemeinden im Landkreis Coburg

Karte des Landkreises Coburg

Die Liste der Gemeinden im Landkreis Coburg gibt einen Überblick über die 17 kleinsten Verwaltungseinheiten des Landkreises. Vier der Gemeinden sind Kleinstädte.
In seiner heutigen Form entstand der Landkreis Coburg im Zuge der im Jahr 1972 durchgeführten bayerischen Gebietsreform. Der Landkreis wurde aus dem Hauptteil des Landkreises Coburg, Teilen des Landkreises Staffelstein, zwei Gemeinden des Landkreises Ebern und der kreisfreien Stadt Neustadt b.Coburg gebildet. Kreissitz blieb die kreisfreie Stadt Coburg, die durch Eingemeindung einiger Gemeinden des Landkreises Coburg entsprechend vergrößert wurde. Die Stadt Neustadt b.Coburg erhielt als Ersatz für den Verlust der Kreisfreiheit den Status einer Großen Kreisstadt.  Die heutige Gemeindegliederung war im Jahr 1979 abgeschlossen. Bei den Gemeinden ist vermerkt, zu welchem Landkreis der Hauptort der Gemeinde vor der Gebietsreform gehörte. Bei den Teilorten der Gemeinden ist das Jahr vermerkt, in dem diese der Gemeinde beitraten. Bei den Teilorten, die vor der Gebietsreform zu einem anderen Landkreis gehörten als der Hauptort der heutigen Gemeinde, ist auch dieses vermerkt. Außer den zwei Gemeinden Grub a.Forst und Niederfüllbach, die sich zur VG Grub a.Forst zusammengeschlossen haben, ist keine der Städte und Gemeinden im Landkreis Coburg Mitglied einer Verwaltungsgemeinschaft.

## Beschreibung
Der Landkreis hat eine Gesamtfläche von 592 km2. Die größte Fläche innerhalb des Landkreises hat die Gemeinde Meeder mit 79,59 km2. Es folgen die Städte Bad Rodach mit 77,65 km2 und Seßlach mit 72,51 km2. Die Städte Neustadt b.Coburg und Rödental haben eine Fläche die größer ist als 60 km2 beziehungsweise 40 km2. Vier Gemeinden haben eine Fläche die größer ist als 30 km2, drei Gemeinden haben eine Fläche von über 20 km2, zwei Gemeinden sind über 10 km2 und drei Gemeinden sind unter 10 km2 groß. Die kleinsten Flächen haben die Gemeinden Weidhausen b.Coburg mit 9,61 km2, Dörfles-Esbach mit 3,83 km2 und Niederfüllbach mit 2,59 km2. Die gemeindefreien Gebiete haben eine Fläche von 6,02 km2.
Den größten Anteil an der Bevölkerung des Landkreises von 87.259 Einwohnern haben die Große Kreisstadt Neustadt b.Coburg mit 15.089 Einwohnern, die Städte Rödental mit 12.947 Einwohnern und Bad Rodach mit 6643 Einwohnern, gefolgt von der Gemeinde Ebersdorf b. Coburg mit 6258 Einwohnern. Zwei Gemeinden haben über 5.000 Einwohner, vier über 4.000, darunter die Stadt Seßlach, vier über 3.000, zwei über 2.000 und eine über 1.000 Einwohner. Die drei von der Einwohnerzahl her kleinsten Gemeinden sind Großheirath mit 2639 Einwohnern, Itzgrund mit 2363 und  Niederfüllbach mit 1487 Einwohnern.
Der gesamte Landkreis Coburg hat eine Bevölkerungsdichte von 147 Einwohnern pro km2. Die größte Bevölkerungsdichte innerhalb des Kreises haben die drei flächenmäßig kleinsten Gemeinden Dörfles-Esbach mit 939 Einwohnern pro km2,  Niederfüllbach mit 574 und Weidhausen b.Coburg mit 330. Sechs Gemeinden haben eine Bevölkerungsdichte von über 200, darunter die Städte Rödental und Neustadt b.Coburg. Alle anderen Gemeinden haben dieselbe beziehungsweise eine geringere Bevölkerungsdichte als der Landkreisdurchschnitt von 147. Vier dieser Gemeinden haben eine Bevölkerungsdichte zwischen 100 und 200 und in vier Gemeinden liegt die Bevölkerungsdichte unter 100 Einwohner pro km2, darunter die Städte Bad Rodach und Seßlach. Die am dünnsten besiedelten Gemeinden sind die Gemeinde Itzgrund mit 71, die Stadt Seßlach mit 54 und die Gemeinde Meeder mit 46 Einwohnern pro km2.

## Legende
- Gemeinde: Name der Gemeinde beziehungsweise Stadt und Angabe, zu welchem Landkreis der namensgebende Ort der Gemeinde vor der Gebietsreform gehörte
- Teilorte: Aufgezählt werden die ehemals selbständigen Gemeinden der Verwaltungseinheit. Dazu ist das Jahr der Eingemeindung angegeben. Bei den Teilorten, die vor der Gebietsreform zu einem anderen Landkreis gehörten als der Hauptort der heutigen Gemeinde, ist auch dieses vermerkt[1]
- VG: Zeigt die Zugehörigkeit zu der Verwaltungsgemeinschaft
- Wappen: Wappen der Gemeinde beziehungsweise Stadt
- Karte: Zeigt die Lage der Gemeinde beziehungsweise Stadt im Landkreis
- Fläche: Fläche der Stadt beziehungsweise Gemeinde, angegeben in Quadratkilometer
- Einwohner: Zahl der Menschen die in der Gemeinde beziehungsweise Stadt leben (Stand: 31. Dezember 2023[2])
- EW-Dichte: Angegeben ist die Einwohnerdichte, gerechnet auf die Fläche der Verwaltungseinheit, angegeben in Einwohner pro km2 (Stand: 31. Dezember 2023[3])
- Höhe: Höhe der namensgebenden Ortschaft beziehungsweise Stadt in Meter über Normalnull[4]
- Bild: Bild aus der jeweiligen Gemeinde beziehungsweise Stadt

## Gemeinden
| Gemeinde                                                                               | Teilorte | VG              | Wappen                                  | Karte | Fläche | Einwohner | EW- Dichte | Höhe | Bild                                                                                                |
| -------------------------------------------------------------------------------------- | --- | --------------- | --------------------------------------- | --- | ------ | --------- | ---------- | ---- | --------------------------------------------------------------------------------------------------- |
| Landkreis Coburg                                                                       | |                 | Wappen des Landkreises Coburg           | Lage des Landkreises Coburg in Bayern | 592,0  | 87,259    | 147        |      | Karte des Herzogtum Sachsen-Coburg 1826–1918, das ungefähr dem heutigen Landkreis Coburg entspricht |
| Ahorn (gehörte vor der Gebietsreform zum Landkreis Coburg)                             | Ahorn Schafhof Schorkendorf Witzmannsberg (gehörte vor der Gebietsreform zum Landkreis Staffelstein) Wohlbach |                 | Wappen der Gemeinde Ahorn               | Lage der Gemeinde Ahorn im Landkreis Coburg | 19,85  | 4.149     | 209        | 333  | Schloss Ahorn                                                                                       |
| Bad Rodach (Stadt) (gehörte vor der Gebietsreform zum Landkreis Coburg)                | Bad Rodach Breitenau Elsa Gauerstadt Grattstadt Heldritt Lempertshausen Mährenhausen Oettingshausen Roßfeld Rudelsdorf Sülzfeld |                 | Wappen der Stadt Bad Rodach             | Lage der Stadt Bad Rodach im Landkreis Coburg | 77,65  | 6.643     | 86         | 318  | Bad Rodach – Rathaus                                                                                |
| Dörfles-Esbach (gehörte vor der Gebietsreform zum Landkreis Coburg)                    | Dörfles b.Coburg Esbach Zusammenschluss im Jahr 1971 |                 | Wappen der Gemeinde Dörfles-Esbach      | Lage der Gemeinde Dörfles-Esbach im Landkreis Coburg | 3,83   | 3.596     | 939        | 306  | Dörfles-Esbach – Rathaus                                                                            |
| Ebersdorf b.Coburg (gehörte vor der Gebietsreform zum Landkreis Coburg)                | Ebersdorf b.Coburg Friesendorf (1965) Frohnlach Großgarnstadt Kleingarnstadt Oberfüllbach |                 | Wappen der Gemeinde Ebersdorf b.Coburg  | Lage der Gemeinde Ebersdorf b.Coburg im Landkreis Coburg | 26,5   | 6.258     | 236        | 310  | Ebersdorf – Kirche St. Laurentius                                                                   |
| Großheirath (gehörte vor der Gebietsreform zum Landkreis Coburg)                       | Großheirath Buchenrod Gossenberg Neuses a.d.Eichen Rossach Watzendorf |                 | Wappen der Gemeinde Großheirath         | Lage der Gemeinde Großheirath im Landkreis Coburg | 22,27  | 2.639     | 119        | 272  | Großheirath – Kirche                                                                                |
| Grub a.Forst (gehörte vor der Gebietsreform zum Landkreis Coburg)                      | Grub a.Forst Rohrbach (1971) Roth a.Forst (1970) Zeickhorn (1971) | VG Grub a.Forst | Wappen der Gemeinde Grub a.Forst        | Lage der Gemeinde Grub a.Forst im Landkreis Coburg | 11,97  | 2.763     | 231        | 319  | Grub a.Forst – Kirche                                                                               |
| Itzgrund (gehörte vor der Gebietsreform zum Landkreis Staffelstein)                    | Kaltenbrunn Gleußen Herreth Lahm Schottenstein Welsberg |                 | Wappen der Gemeinde Itzgrund            | Lage der Gemeinde Itzgrund im Landkreis Coburg | 33,08  | 2.363     | 71         | 269  | Kaltenbrunn – Kirche St. Wolfgang                                                                   |
| Lautertal (gehörte vor der Gebietsreform zum Landkreis Coburg)                         | Unterlauter Neukirchen Oberlauter Rottenbach Tiefenlauter Tremersdorf |                 | Wappen der Gemeinde Lautertal           | Lage der Gemeinde Lautertal im Landkreis Coburg | 30,34  | 4.553     | 150        | 319  | Unterlauter – Kirche                                                                                |
| Meeder (gehörte vor der Gebietsreform zum Landkreis Coburg)                            | Meeder Ahlstadt Beuerfeld Drossenhausen Großwalbur Herbartsdorf Kleinwalbur Kösfeld Mirsdorf Moggenbrunn Neida Ottowind Sulzdorf Wiesenfeld b.Coburg |                 | Wappen der Gemeinde Meeder              | Lage der Gemeinde Meeder im Landkreis Coburg | 79,59  | 3.630     | 46         | 331  | Meeder – Kirche St. Laurentius                                                                      |
| Neustadt b.Coburg (Große Kreisstadt) (war vor der Gebietsreform eine kreisfreie Stadt) | Neustadt b.Coburg alle eingemeindeten Orte gehörten vor der Gebietsreform zum Landkreis Coburg: Aicha Birkig Boderndorf Brüx Ebersdorf b.Neustadt b.Coburg Fechheim Fürth a.Berg Haarbrücken Höhn Horb b.Fürth a.Berg Kemmaten Ketschenbach Meilschnitz Mittelwasungen Plesten Rüttmannsdorf Thann Unterwasungen Weimersdorf Wellmersdorf Wildenheid |                 | Wappen der Stadt Neustadt b.Coburg      | Lage der Stadt Neustadt b.Coburg im Landkreis Coburg | 61,9   | 15,089    | 244        | 346  | Neustadt b.Coburg – Stadtkirche                                                                     |
| Niederfüllbach (gehörte vor der Gebietsreform zum Landkreis Coburg)                    | Niederfüllbach | VG Grub a.Forst | Wappen der Gemeinde Niederfüllbach      | Lage der Gemeinde Niederfüllbach im Landkreis Coburg | 2,59   | 1.487     | 574        | 285  | Schloss Niederfüllbach                                                                              |
| Rödental (Stadt) (gehörte vor der Gebietsreform zum Landkreis Coburg)                  | Oeslau (1971) Blumenrod (1977) Einberg (1971) Fischbach (1978) Fornbach (1978) Kipfendorf (1971) Mittelberg (1978) Mönchröden (1971) Oberwohlsbach (1972) Rothenhof (1971) Schönstädt (1978) Spittelstein (1977) Unterwohlsbach (1971) Waldsachsen (1971) Waltersdorf (1978) Weißenbrunn vorm Wald (1978)                                            |                 | Wappen der Stadt Rödental               | Lage der Stadt Rödental im Landkreis Coburg | 49,96  | 12,947    | 259        | 315  | Porzellanfabrik Goebel – Hummelfigur                                                                |
| Seßlach (Stadt) (gehörte vor der Gebietsreform zum Landkreis Staffelstein)             | Seßlach Autenhausen Bischwind (gehörte vor der Gebietsreform zum Landkreis Ebern) Dietersdorf Gemünda i.OFr. Gleismuthhausen Hattersdorf Heilgersdorf (gehörte vor der Gebietsreform zum Landkreis Ebern) Lechenroth Merlach Oberelldorf Rothenberg Unterelldorf                                                                                     |                 | Wappen der Stadt Seßlach                | Lage der Stadt Seßlach im Landkreis Coburg | 72,51  | 3.942     | 54         | 271  | Sesslach – Stadtmauer                                                                               |
| Sonnefeld (gehörte vor der Gebietsreform zum Landkreis Coburg)                         | Sonnefeld Bieberbach Gestungshausen Hassenberg Neuses a.Brand Oberwasungen Weickenbach Weischau Wörlsdorf Zedersdorf |                 | Wappen der Gemeinde Sonnefeld           | Lage der Gemeinde Sonnefeld im Landkreis Coburg | 34,69  | 4.527     | 130        | 323  | Gestungshausen – Torturm                                                                            |
| Untersiemau (gehörte vor der Gebietsreform zum Landkreis Coburg)                       | Untersiemau Birkach a.Forst (1978) Haarth (1978) Meschenbach (1978) Obersiemau (1978) Scherneck (1978) Stöppach (1978) Weißenbrunn a.Forst (1978) Ziegelsdorf (1978) |                 | Wappen der Gemeinde Untersiemau         | Lage der Gemeinde Untersiemau im Landkreis Coburg | 20,49  | 4.315     | 211        | 299  | Untersiemau – Wasserschloss                                                                         |
| Weidhausen b.Coburg (gehörte vor der Gebietsreform zum Landkreis Coburg)               | Weidhausen b.Coburg Trübenbach |                 | Wappen der Gemeinde Weidhausen b.Coburg | Lage der Gemeinde Weidhausen b.Coburg im Landkreis Coburg                                                                                                   | 9,61   | 3.171     | 330        | 310  | Weidhausen b.Coburg – Kirche                                                                        |
| Weitramsdorf (gehörte vor der Gebietsreform zum Landkreis Coburg)                      | Weitramsdorf Altenhof Neundorf (gehörte vor der Gebietsreform zum Landkreis Staffelstein) Weidach |                 | Wappen der Gemeinde Weitramsdorf        | Lage der Gemeinde Weitramsdorf im Landkreis Coburg | 33,71  | 5.187     | 154        | 306  | Dreiherrenstein                                                                                     |
| Gemeindefreie Gebiete                                                                  | Callenberger Forst-West (2,32 km2) Köllnholz (0,90 km2) Gellnhausen (2,80 km2) |                 |                                         | Lage der Gemeindefreien Gebiete Callenberger Forst-West und Köllnholz im Landkreis Coburg · Lage des Gemeindefreien Gebiets Gellnhausen im Landkreis Coburg | 6,02   |           |            |      | |